# Lámpara de deuterio
La lámpara de deuterio (o lámpara de descarga de deuterio) es una fuente de luz compuesta por una cápsula de cristal ultravioleta, o de cuarzo, que contiene deuterio a baja presión en su interior. Suelen emplearse en espectrometría como espectro continuo de referencia de la región ultravioleta, así como para generar la señal de análisis en cromatógrafos. 

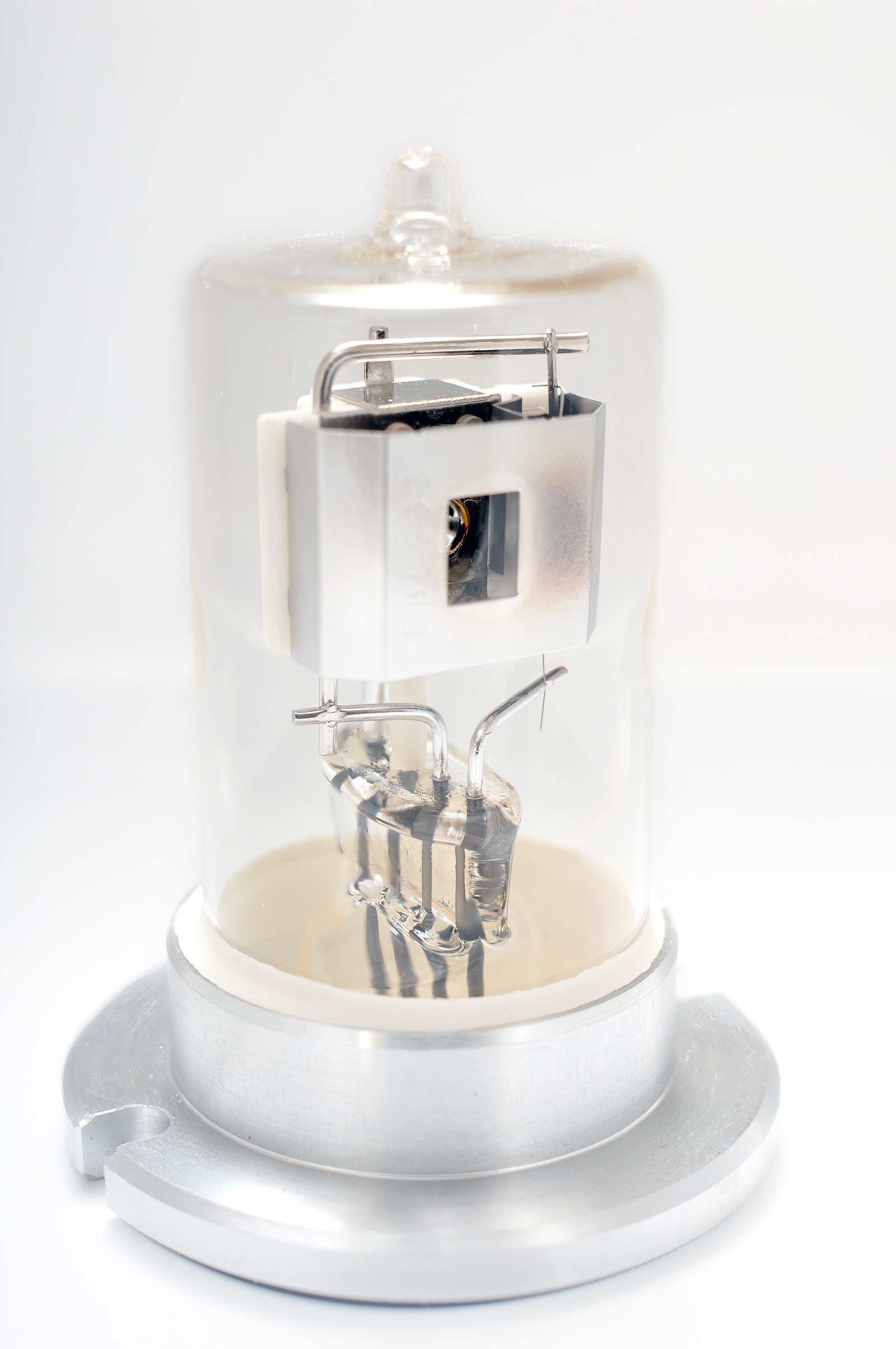
Lámpara de deuterio

## Principio de funcionamiento
Una lámpara de deuterio (D2) emplea un filamento de wolframio y un ánodo situados en los extremos opuestos de una estructura de níquel diseñada para producir el mejor espectro de salida posible. A diferencia de las lámparas incandescentes, el filamento de wolframio no es la fuente de emisión propiamente dicha, sino que forma junto con el ánodo el sistema de generación del arco eléctrico. Como el filamento debe estar a una temperatura muy alta para que la lámpara funcione con normalidad, se debe calentar alrededor de veinte segundos antes de su uso. Una vez iniciado el proceso de descarga, éste será el encargado de mantener la temperatura del sistema, por lo que el calefactor es apagado. El voltaje de disparo inicial oscila entre los 300 y los 500 voltios de corriente continua, pero una vez generado el arco voltaico, la tensión cae entre 100 y 200 voltios.
El arco voltaico generado excita las moléculas de deuterio que conforman el gas contenido en la cápsula de la lámpara a un nivel de energía superior. Cuando retornan al estado inicial, el deuterio emite luz ultravioleta durante dicha transición. Este proceso se repite continuamente mientras la lámpara esté en funcionamiento, por lo que emite una radiación ultravioleta continua. En este proceso no se produce una emisión atómica propiamente dicha, sino un proceso de emisión molecular, donde la radiación se debe a la relajación energética debida a una transición de estados excitados y no de transición entre niveles de energía.
Dependiendo de la función que se le vaya a dar a la lámpara de deuterio, se emplea cristal de cuarzo, cristal ultravioleta o fluorato magnésico para la construcción de la cápsula debido a que trabaja a temperaturas lo suficientemente altas como para deteriorar el cristal empleado en la mayoría de las bombillas comunes.
La vida útil típica de una lámpara de deuterio es de aproximadamente 2.000 horas.

## Espectro de emisión

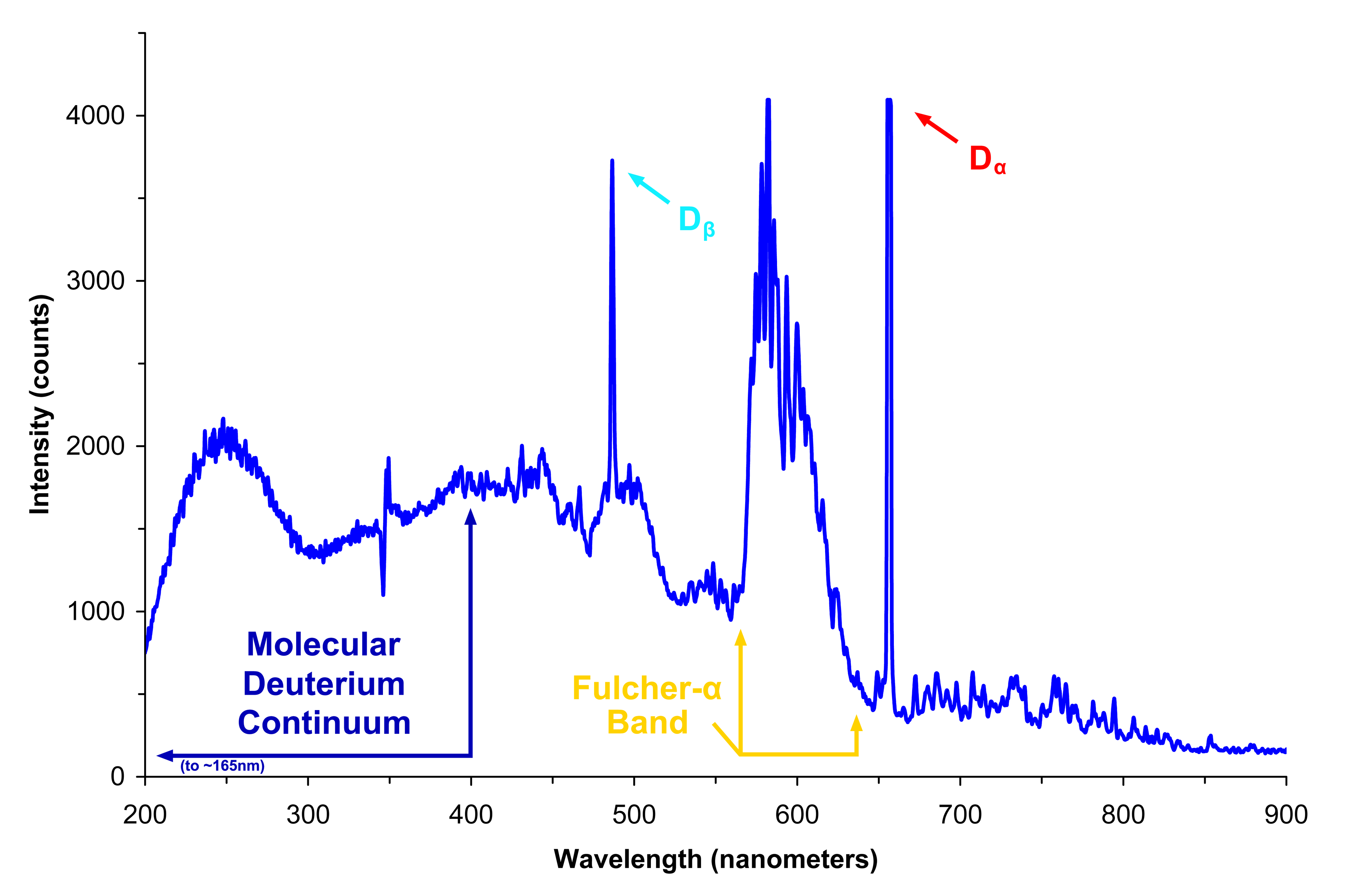
Espectro de emisión ultravioleta de una lámpara de descarga de deuterio mostrando: las líneas de Balmer características del hidrógeno (los picos situados en 486 nm y 656 nm marcados como D_{β} y D_{α} respectivamente), la emisión continua en la región de ~160-400 nm, y la banda de Fulcher entre 560 y 640 nm. El espectro de emisión el deuterio difiere ligeramente del protio debido a la influencia de las interacciones hiperfinas, ya que estas diferencias son del orden de decenas de picometros, la precisión del espectrómetro empleado no permite su observación.

La radiación luminosa de la lámpara de deuterio se extiende desde los 112 nm hasta los 900 nm, sin embargo, el espectro continuo se reduce a la región comprendida entre los 180 nm y los 370 nm. En la gráfica mostrada, la caída producida en la zona de 250nm a 300nm se debe mayormente a la eficiencia del fotodetector empleado para medir la intensidad relativa, y no a la caída típica del espectro de deuterio en sí. La región más interesante del espectro de la lámpara de deuterio es precisamente la del espectro continuo (180 nm - 370 nm), que es empleada en radiometría ultravioleta, cromatografía generación de señales en dispositivos fotométricos, etc.

## Seguridad
Debido a la alta intensidad de la radiación ultravioleta emitida por la lámpara, es recomendable el uso de gafas de protección durante el empleo de la misma. También se debe evitar el contacto directo con la lámpara, tanto para prevenir quemaduras debido a la alta temperatura de funcionamiento (normalmente superior a los 200 °C), como para evitar la contaminación externa de la cápsula que se traduciría en una merma de la intensidad luminosa que reduciría su tiempo de vida útil.